# Castillo de Grafendahn
El Castillo de Grafendahn (en alemán: Burg Grafendahn) es un castillo construido sobre roca ubicado en el sur del Bosque del Palatinado, en la parte alemana de la región de Wasgau, próximo a la localidad de Dahn en el estado de Renania-Palatinado. Es uno de los tres castillos de Dahn, junto a Altdahn y Tanstein. Aunque los tres castillos están situados en la misma cresta rocosa, no se construyeron al mismo tiempo.

## Historia
Grafendahn fue construido en 1287 por Conrado de Mursel, quien era un vasallo del obispo de Espira y sobrino de Federico de Dahn, el señor del castillo vecino de Altdahn. En los inicios, el castillo fue concebido  como un Ganerbenburg, es decir, un castillo habitado y manejado por varias familias al mismo tiempo, motivo por el que este tenía otros cinco propietarios, entre los que se encontraban los condes de Sponheim. En 1339, el conde Juan II de Sponheim compró la totalidad del castillo, convirtiéndose así en el único propietario. En 1425, se hicieron trabajos para reforzar las defensas del castillo.
En 1437 muere Juan V de Sponheim, con lo que se extingue su linaje, por lo que el castillo pasó a manos del Mangraviato de Baden. En 1462 el castillo fue asediado y deliberadamente destruido por Federico I del Palatino, quien era Príncipe Elector del Sacro Imperio. En 1480, Grafendahn fue entregado a Hans von Trotha a modo de feudo por el Príncipe Elector, a pesar de que este ya servía como vasallo en el castillo de Berwartstein. Años más tarde, en 1485, Hans von Trotha compró el castillo, pero hacia 1500 lo declaró «inhabitable».
Las ruinas del castillo pertenecieron a los señores de Fleckenstein hasta 1637. En 1642 fue comprado por una taberna de Wadenburg y en 1793 volvió a las manos del Obispado de Espira.

## Descripción
El castillo de Grafendahn es el más pequeño de los castillos de Dahn y se levanta sobre una peña en medio de los castillos de Altdahn y Tanstein. El patio de armas inferior está situado en dos estrechas terrazas rocosas. En la actualidad, todavía pueden diferenciarse varias cámaras, abrevaderos y un pozo. La distribución del patio de armas superior del castillo no está clara debido a la existencia de muros modernos. Partes de él han sobrevivido en su altura original. Allí había varios edificios de tipo popular y un pequeño palas o salón pequeño. El castillo fue construido con bloques de piedra de acabado rústico. 
|                                                                                  |
| Vista desde el castillo de Tanstein hacia los castillos de Grafendahn y Altdahn. |

|                                                                             |
| Roca sobre la que se asienta el castillo de Grafendahn vista desde el este. |